# روبرت إل. غلاس
روبرت إل. غلاس (بالإنجليزية: Robert L. Glass)‏ هو مهندس أمريكي، ولد في 1932.